# يعقوب شبتاي
يعقوب شبتاي (كوبي شبتاي) ( بالعبرية: יעקב (קובי) שבתאי) ، ضابط شرطة إسرائيلي يشغل منصب المفوض العام للشرطة الإسرائيلية برتبة المفتش العام.

## سيرته الذاتية
ولد يعقوب في 11 نوفمبر 1964 في حي "شيخون" في عسقلان ، جاءت عائلته في خمسينات القرن الماضي قادمين من العراق ، متزوج ولديه ثلاث بنات ، إحداهن تعمل ضابطة دورية في الشرطة وأخرى عملت في شرطة حرس الحدود للخدمة الوطنية.

## سيرته المهنية
- التحق شبتاي بالجيش الإسرائيلي عام 1982 ، وانتهت خدمته العسكرية بجيش الاحتلال عام 1987.[5]
- التحق بقوات حرس الحدود الإسرائيلية عام 1991 وفي عام 1992 اصبح قائدًا لوحدة المستعربين في قطاع غزة.[5][1]
- حصل شبتاي على الجائزة النموذجية من الشرطة الإسرائيلية في عام 1995 نظرا لإصابته برصاصة في كتفه اثناء الاشتباكات مع الجانب الفلسطينيعام 1994. [6]
- عُين لمنصب قائد مديرية أمن السامرة عام 2010.[1]
- تولى منصب قائد شرطة الحدود الإسرائيلية عام 2016 لمدة خمس سنوات.[1]
- تولى منصب المفوض العام للشرطة الإسرائيلية في 2021 حيث وافقت الحكومة على تعيينه الدائم وقامت بترقيته لرتبة مفتش.[5]

## الجوائز[2]
- حصل على وسام رئيس الدولة للخدمة المتميزة عام 1994.
- حصل على وسام الخدمة الممتازة لشرطة إسرائيل في عام 1995.
- حصل على وسام الشجاعة عام 2004.
- حصل على اللقب الأول في إدارة الأعمال.